# Małoszów (Sainte-Croix)
Pour les articles homonymes, voir Małoszów.
Małoszów est une localité polonaise de la gmina de Skalbmierz, située dans le powiat de Kazimierza en voïvodie de Sainte-Croix. Sa population s'élevait à 229 habitants en 2011 et à 222 habitants en 2019.